# Microsoft Office Live
 (septembre 2020).
Si vous disposez d'ouvrages ou d'articles de référence ou si vous connaissez des sites web de qualité traitant du thème abordé ici, merci de compléter l'article en donnant les références utiles à sa vérifiabilité et en les liant à la section « Notes et références ».
Microsoft Office Live est un nom de marque de la société Microsoft désignant un ensemble de services disponibles sur Internet. Alors que la marque Windows Live regroupe un ensemble de service à destination du Grand Public, les services sous la marque Office Live visent une utilisation professionnelle.
Il existe à l'heure actuelle deux services disponibles sous la marque Office Live : Office Live Small Business et Office Live Workspace.

## Office Live Small Business

### Historique
Office Live Small Business est un service conçu pour les entreprises de moins de 10 employés. Ce service a été lancé le 15 février 2006 aux États-Unis à l'état de bêta. Le service est aujourd'hui disponible dans quatre pays supplémentaires : l'Allemagne, la France, le Japon et le Royaume-Uni.
Depuis le 12 février 2008, une nouvelle version du service a été lancée simultanément dans les cinq pays où le service est disponible.
Il est prévu pour le second semestre 2008 que le service s'étende à d'autres pays et dans de nouvelles langues.

### Fonctionnalités
Office Live Small Business est un service gratuit qui permet de :
- Créer un site web professionnel
  - Outil de création de site de type WYSIWYG qui permet de réaliser un site web sans aucune connaissance de la programmation web.
  - Nom de domaine (offert pendant un an à l'inscription)
  - Comptes de messagerie
  - Rapports statistiques sur le trafic du site
- Faire la promotion de son site web
  - Outil permettant de mettre en place et de gérer des campagnes de référencement par liens sponsorisés
  - Outil permettant de mettre en place et de gérer du publipostage en ligne (infolettres ou courriels promotionnels)
- Gérer son activité en ligne
  - Gestionnaire de contacts
  - Divers application de gestion (calendrier, partage de document, gestion de projet, espace de travail...)

## Office Live Workspace
Office Live Workspace a été lancé officiellement le 4 mars 2008 aux États-Unis et dans de nombreux autres pays anglophones.
Office Live Workspace est un service en ligne qui permet de sauvegarder et partager des documents en ligne. Microsoft définit ce service comme une « extension en ligne de Microsoft Office », comparable à Google Documents.
Il est désormais disponible en français. Il permet de créer des notes et des projets directement dans le navigateur Web. Il fonctionne avec Firefox et Internet Explorer 7 sous Windows XP/Vista et avec Firefox sous Mac OS X mais il est incompatible Linux.
À partir de juin 2010 Office Live Workspace est officiellement remplacé par Office Web Apps.
Le service est définitivement abandonné et n'est plus disponible depuis le 21 janvier 2011, date à laquelle tous les comptes Office Live Workspace ont été mis à niveau vers Windows Live SkyDrive.